# Jean Shiley
Jean Marie Shiley-Newhouse (geboren als Jean Shiley; Harrisburg, 20 november 1911 – Los Angeles, 11 maart 1998) was een Amerikaanse hoogspringster. Zij nam tweemaal deel aan de Olympische Spelen en slaagde er bij die gelegenheden eenmaal in om de gouden medaille te veroveren.

## Biografie

### Ontdekking en eerste OS-deelname in 1928
Shiley werd geboren in Harrisburg en verhuisde later naar Havertown, een voorstad van Philadelphia, waar ze bij het basketbalteam van de Haverford High School ging. De springcapaciteiten van Shiley vielen een journalist op. Hij adviseerde haar mee te doen aan de Olympische Spelen van Amsterdam. Op slechts zestienjarige leeftijd werd ze geselecteerd in het Amerikaans olympisch team en reisde af naar Nederland. Daar werd ze bij het hoogspringen vierde met een hoogte van 1,51 m. In deze wedstrijd werd Lien Gisolf tweede met 1,56, die hiermee de allereerste olympische medaille voor een Nederlandse atlete in de wacht sleepte. In de vier jaren die volgden werd Shiley Amerikaans in- en outdoorkampioene.

### Olympisch kampioene in 1932
Bij de Amerikaanse kampioenschappen, die tevens als selectiewedstrijden golden voor de Olympische Spelen van Los Angeles in 1932, eindigde Shiley met 1,60 op gelijke hoogte als Mildred Didriksen. Op de Spelen zelf ontstond een spannende strijd tussen beiden, waarbij alle twee de wereldrecordhoogte van 5'5" (= 1,65) overbrugden. In de daaropvolgende jump-off om de eerste plaats sprongen beiden driemaal af op 5'5 3/4 (= 1,67). Om tot een beslissing te komen moest er opnieuw worden gesprongen, opnieuw over 1,65. Dit lukte beiden weer wel, waarna de jury tot een zeer merkwaardige beslissing kwam. Men verklaarde de sprongen van Mildred Didriksen ongeldig, omdat zij gebruik had gemaakt van de Western Roll techniek, waarbij eerst het hoofd de lat passeerde. Didriksen begreep hier niets van, want zij had immers vanaf het begin gebruik gemaakt van deze techniek, zonder dat er aanmerkingen waren gemaakt. Shiley kreeg op basis van de beslissing van de jury het goud toebedeeld, terwijl Didriksen genoegen moest nemen met het zilver. Dat zelfs de IAAF het oneens was met de visie van de jury bleek later, want de 1,65 van zowel Shiley als Didriksen werd als wereldrecord erkend.
Dit record hield zeven jaar stand. Uiteindelijk werd het in 1939 door de Britse Dorothy Odam verbeterd tot 1,66. Als Amerikaans record hield het tot 1948 stand. Shiley sprong ook het Amerikaanse indoorrecord van 5'3" 1/4 (= 1,61), dat 38 jaar lang niet verbeterd werd.

### Rode Kruis
Shiley beëindigde haar carrière in 1933, nadat zij haar studie had voltooid. Ze trouwde in 1945 en werkte als vrijwilliger voor het Rode Kruis, waar ze kinderen met een handicap leerde zwemmen.

## Titels
- Olympisch kampioene hoogspringen - 1932
- Amerikaans kampioene hoogspringen - 1929, 1930, 1931, 1932
- Amerikaans indoorkampioene hoogspringen - 1929, 1930, 1931, 1932

## Persoonlijk record
| Onderdeel    | Prestatie      | Datum           | Plaats      |
| ------------ | -------------- | --------------- | ----------- |
| hoogspringen | 1,65 m (ex-WR) | 7 augustus 1932 | Los Angeles |

## Palmares

### hoogspringen
- 1928: 4e OS - 1,51 m
- 1929:  Amerikaanse indoorkamp. - 1,60 m
- 1929:  Amerikaanse kamp. - 1,47 m
- 1930:  Amerikaanse indoorkamp. - 1,61 m
- 1930:  Amerikaanse kamp. - 1,55 m
- 1931:  Amerikaanse indoorkamp. - 1,60 m
- 1931:  Amerikaanse kamp. - 1,575 m
- 1932:  Amerikaanse indoorkamp. - 1,57 m
- 1932:  Amerikaanse kamp. - 1,60 m
- 1932:  OS - 1,65 m

1928: Ethel Catherwood ·
1932: Jean Shiley ·
1936: Ibolya Csák ·
1948: Alice Coachman ·
1952: Esther Brand ·
1956: Mildred McDaniel ·
1960: Iolanda Balaș ·
1964: Iolanda Balaș ·
1968: Miloslava Rezková ·
1972: Ulrike Meyfarth ·
1976: Rosemarie Ackermann ·
1980: Sara Simeoni ·
1984: Ulrike Meyfarth ·
1988: Louise Ritter ·
1992: Heike Henkel ·
1996: Stefka Kostadinova ·
2000: Jelena Jelesina ·
2004: Jelena Slesarenko ·
2008: Tia Hellebaut ·
2012: Anna Tsjitsjerova ·
2016: Ruth Beitia ·
2020: Maria Lasitskene ·
2024: Jaroslava Mahoetsjich